# Stephano
Stephano (također Uran XX) je prirodni satelit planeta Uran, iz grupe vanjskih nepravilnih satelita, s oko 32 kilometra u promjeru i orbitalnim periodom od 677,37 dana.